# Okręty podwodne typu U-31
Okręty podwodne typu U-31 – jedenaście niemieckich okrętów podwodnych z czasów I wojny światowej, wprowadzanych do służby od roku 1914. Budowane w stoczni Friedrich Krupp Germaniawerft w Kilonii jednostki tego typu, były ekwiwalentem budowanych w Gdańsku okrętów typu U-27 i zdolne były do zanurzenia w czasie 100 sekund. W 1915 roku wyposażono je w dwa działa kalibru 88 milimetrów, jednak w połowie 1916 roku przezbrojono je w pojedyncze działo kalibru 105 mm.
Niektóre źródła symbolicznie uznają ten typ okrętów za drugi z pięciu kamieni milowych, w rozwoju konstrukcji okrętów tej klasy, gdyż stanowiły wyraźny krok na przód od konstrukcji okrętów podwodnych Johna Hollanda. Jednostki typu U-31 były prostymi lecz wytrzymałymi okrętami, które w działaniach wojennych okazały się bardzo solidne. Charakterystyczną cecha ich projektu był silny nacisk na wysoką sprawność nawodną, związaną z koniecznością pływania na powierzchni z wykorzystaniem napędu dieslowskiego, w ostateczności jedynie pod wodą z uwagi na niską wytrzymałość akumulatorów dla napędu elektrycznego. Projekt konstrukcji przewidywał w związku z tym zoptymalizowany dla pływania nawodnego dziób charakterystyczny dla jednostek nawodnych, duży kiosk, dwa wały napędowe z pojedynczą śrubą każdy, działo pokładowe oraz wiele otworów zalewowych i odpowietrzników celem szybkiego wynurzania i zanurzania. Taka konstrukcja powodowała jednak bardzo wysokie opory podczas pływania podwodnego.
W styczniu 1915 roku U-31 wpadł prawdopodobnie na minę w pobliżu wschodnich brzegów Wielkiej Brytanii, 30 marca tego roku trawler „Ste. Jemanne” staranował i zatopił U-37, 23 czerwca U-40 został storpedowany przez brytyjski okręt podwodny C24, zaś 24 lipca „Prince Charles” zatopił U-36. 24 września „Wyandra” zatopił U-41. W 8 maja 1918 roku „Wallflower” zatopił  koło Malty U-32. Najskuteczniejszym U-Bootem całej pierwszej wojny światowej był U-35, który zatopił 224 statki o łącznym tonażu 535.900 BRT. U-39 został internowany w Hiszpanii, gdzie zawinął uszkodzony w trakcie akcji, a następnie zezłomowany. U-36 został zatopiony przez „Privet” 9 października 1918 roku.